# Bus-Interface-Logic
Bus-Interface-Logic (BIL) ist ein technisches Konzept in der Informatik und Elektronik, das sich auf die Gestaltung und Implementierung der Kommunikationsprotokolle und -mechanismen bezieht, die für die Interaktion zwischen verschiedenen Komponenten eines Computer- oder Elektroniksystems über einen Bus erforderlich sind.

## Geschichte
Die Entwicklung der Bus-Interface-Logic begann mit den frühen Computern und hat sich parallel zur Evolution der Computerhardware weiterentwickelt. Anfänglich waren Bus-Systeme und ihre Schnittstellen relativ einfach, wurden aber mit zunehmender Komplexität von Computerarchitekturen und der Notwendigkeit schnellerer Datenübertragungsraten komplexer und ausgefeilter.

## Technologie

### Grundkonzepte
- Datenübertragungsprotokolle: BIL definiert, wie Daten zwischen Systemkomponenten übertragen werden.
- Synchronisation: Sie stellt sicher, dass Daten kohärent und synchronisiert übertragen werden.
- Fehlermanagement: BIL-Systeme enthalten oft Mechanismen zur Fehlererkennung und -korrektur.

### Arten von Bus-Systemen
Zu den gängigen Bus-Systemen zählen PCI, USB, Thunderbolt und andere, wobei jedes seine eigene spezifische BIL aufweist.

## Anwendung
BIL ist in verschiedenen Bereichen der Computer- und Elektronikhardware zu finden, von eingebetteten Systemen bis hin zu großen Rechenzentren. Sie ist wesentlich für den internen Datenaustausch sowie für die Kommunikation zwischen Geräten.

## Herausforderungen und Zukunft
Die wachsenden Anforderungen an Datenübertragungsgeschwindigkeiten, Energieeffizienz und Sicherheit treiben die Entwicklung in der BIL voran. Mit dem Fortschritt in Bereichen wie KI und dem Internet der Dinge wird die Rolle der BIL immer wichtiger.